# Laura en het geheim van de diamant
Laura en het geheim van de diamant is een computerspel van Playmobil. Het werd uitgebracht voor Windows in 1995. Een versie voor Game Boy Color, getiteld Laura, verscheen in 2000. Het spel werd geregisseerd door Alain Tascan en heeft een soundtrack gecomponeerd door Daniel Scott.  
Het is een van de eerste computerspellen gericht op jonge meisjes. Het spel is gebaseerd op de speelgoedlijn rond victoriaanse poppenhuizen.
Het spel wordt gespeeld met het personage Laura. Het doel is het helpen van een magische diamant. Hiervoor moeten diverse opdrachten worden uitgevoerd. De realiteit wordt hierbij vermengd met Fantasy-elementen.